# Любово (Великопольське воєводство)
Любово (пол. Lubowo) — село в Польщі, у гміні Вронки Шамотульського повіту Великопольського воєводства.
Населення — 74 особи (2011).
У 1975—1998 роках село належало до Пільського воєводства.

## Демографія
Демографічна структура станом на 31 березня 2011 року:
|          | Загалом | Допрацездатний вік | Працездатний вік | Постпрацездатний вік |
| -------- | ------- | ------------------ | ---------------- | -------------------- |
| Чоловіки | 36      | 5                  | 28               | 3                    |
| Жінки    | 38      | 9                  | 23               | 6                    |
| Разом    | 74      | 14                 | 51               | 9                    |